# Corpus scriptorum de musica
Corpus Scriptorum de Musica (Ко́рпус скрипто́рум де му́зика; принятое сокращение CSM) — книжная серия изданий музыкально-теоретических трактатов (преимущественно латинских, средневековых), выпускаемая (с 1950 года) Американским институтом музыкознания (American Institute of Musicology). Источник в CSM издаётся на оригинальном языке (без перевода) в современной транскрипции и орфографии, сопровождается Критическим аппаратом (указанием рукописных разночтений) и введением текстологического характера (на английском языке), редко — также научными комментариями с указанием параллельных мест в других источниках. По состоянию на январь 2015 г. в серии CSM опубликованы 42 тома (некоторые из томов — в нескольких выпусках).
Стандартные требования к изданиям в серии CSM предполагают для каждого титульного автора или анонимного текста приглашение ведущих музыковедов (не только американских), специалистов в данной области. В издании в разное время приняли участие Й. М. Смитс ван Васберге, Элберт Си, Гилберт Рини, Джузеппе Векки, Ф. Альберто Галло, Ульрих Михельс, Рожер Брагар, Лоренс Гуше, Кристиан Мейер и другие выдающиеся, признанные во всём мире учёные. Благодаря чрезвычайно высоким научным (особенно по части источниковедения и палеографии) требованиям CSM фактически устанавливает стандарт критического издания для данного памятника научной литературы.
В CSM изданы трактаты Аврелиана из Реоме, Гвидо Аретинского, Вильгельма из Хирзау, Иоанна Коттона, Франко Кёльнского, Якоба Льежского, Иоанна де Муриса, Филиппа де Витри, Маркетто Падуанского, Иоанна Тинкториса, Пьера де ла Круа, Уголино из Орвието, Джона Хотби, Вальтера Одингтона и другие памятники научной мысли о музыке.